# Stuffparty 3
Stuffparty 3 är det svenska dansbandet Larz-Kristerz tredje album från 2007. Skivsläppet ägde rum på biografen i Älvdalen den 14 november 2007. 

## Låtlista
1. Bara femton år
2. Hallå du gamle indian
3. Precis som Ferdinand
4. Varför
5. Vi får hoppas att allting går bra
6. Lady Banana
7. Välkommen hem, hem igen
8. Kärlekens hus (Living in a House Full of Love)
9. Igen och igen
10. Sofia dansar go-go
11. King River Rock
12. Donna
13. Besame mucho
14. Luckenbach, Texas
15. Moskva (Moskva)
16. Ingen

### Fotnoter
1. ↑  ”Svensk mediedatabas”. http://smdb.kb.se/catalog/id/002260833. Läst 25 maj 2011.
2. ↑  ”www.dt.se om skivsläppet”. Arkiverad från originalet den 20 juli 2009. https://web.archive.org/web/20090720013148/http://www.dt.se/nyheter/alvdalen/article247649.ece. Läst 2 oktober 2009.